# La première sortie d'un collégien
La première sortie d'un collégien je francouzský němý film z roku 1905. Režisérem je Louis J. Gasnier (1859–1941). Film trvá zhruba 5 minut.

## Děj
Film zachycuje mladého studenta Maxe, který žádá svého otce o peníze. Otec mu dá dvacet franků, které mu nestačí, a tak se obrátí na matku; ta mu dá více peněz. Spokojený Max se následně setká se svým přítelem, který na něj čeká se dvěma ženami v kavárně; mladíci jedí a pijí, až usnou. V ten okamžik je mladé ženy opustí a přijde k nim číšník, který studenta požádá, aby zaplatil účet. Dojde ke rvačce, po které je Max odvezen v kočáru zpět domů, kde v noci probudí rodiče, kterým není schopen poskytnout vysvětlení.

## Obsazení
| Max Linder | student |